# Amigny-Rouy
Amigny-Rouy település Franciaországban, Aisne megyében. Lakosainak száma 710 fő (2022. január 1.). Amigny-Rouy Barisis-aux-Bois, Beautor, Condren, Servais, Sinceny és Tergnier községekkel határos.

## Népesség
A település népességének változása:
| Lakosok száma | 546  | 622  | 693  | 706  | 742  | 740  | 744  | 729  | 721  | 710  |
|               | 1968 | 1982 | 1990 | 2006 | 2013 | 2015 | 2017 | 2019 | 2020 | 2022 |